# Dōjō kun
Dōjō kun (道場訓) er en betegnelse i japansk kampsport, der ordret betyder "træningshallens regler". Det dækker over et sæt principper eller leveregler, som typisk er ophængt ved indgangen til et dōjō eller ved shomen (salens forende, gerne med en statue eller et symbol.). De beskriver, hvilken adfærd der forventes, og hvad der ikke accepteres. I nogle stilarter bliver reglerne læst op ved afslutningen af træningen.
I moderne japanske kampsportsgrene som karate og judo – samt i aikidō, der også regnes for en del af gendai budō – er dōjō kun som regel skrevet med kanji og hængt op på væggen. De fleste af de versioner, der bruges i dag, stammer fra tiden efter Anden Verdenskrig. Gichin Funakoshi, grundlæggeren af Shotokan karate, omtaler dem eksempelvis ikke i sin selvbiografi.
I karate forbindes dōjō kun ofte med indholdet af niju kun – de tyve principper, som Funakoshi formulerede. Han var i høj grad inspireret af den kinesiske filosofi konfucianismen, der lægger vægt på ritualer som et middel til både at bevare kulturarven og give den ny betydning. I konfuciansk tankegang fungerer ritualer som symboler på hierarki og orden og som redskaber til selvdisciplin og selvbeherskelse, hvor man udfører bestemte handlinger på en præcis måde. På den baggrund ses leveregler som dōjō kun som et middel til at sikre struktur og velfungerende rammer i samfund, stat, familie og skole.

## De fem principper
Shotokan Karates dōjō kun tilskrives som regel Gichin Funakoshi, men nogle mener, at den oprindeligt blev formuleret af Kanga Sakukawa, en karateudøver fra Okinawa i det 18. århundrede. Dōjō kun består af fem grundlæggende principper, som i de fleste stilarter reciteres efter hver træning. Formålet er at sætte træningen ind i en etisk og moralsk ramme.
De fem regler er:
一、人格 完成に 努める こと
hitotsu, jinkaku kansei ni tsutomeru koto
jinkaku = personlighed, kansei = fuldende/perfekte, ni = til, tsutomeru = bestræbe sig
一、誠の道を守ること
hitotsu, makoto no michi wo mamoru koto
makoto = sandhed, no = ’s, michi = vej, wo = i forhold til, mamoru = beskytte
一、努力の精神を養うこと
hitotsu, doryoku no seishin wo yashinau koto
doryoku = indsats, no = ’s, seishin = ånd, wo = i forhold til, yashinau = udvikle/dyrke
一、礼儀を重んずること
hitotsu, reigi wo omonzuru koto
reigi = høflighed, wo = i forhold til, omonzuru = vise respekt for
一、血気の勇を戒むること
hitotsu, kekki no yū wo imashimuru koto
kekki = hedbloodighed/iver, no = af, yū = mod, wo = i forhold til, imashimuru = afholde sig fra
Ordet Hitotsu (一つ) betyder "én" eller "først" og bruges foran hver regel for at understrege, at de alle er lige vigtige. Koto (こと), der afslutter hver regel, betyder "ting" og fungerer som en afsluttende markør. No angiver ejeforhold og svarer til engelsk ’s, fx doryoku no seishin = "indsatsens ånd". Wo (eller wa) markerer, at det foregående ord er genstanden for handlingen, fx X wo Y = "med hensyn til X, Y". Ordet imashimuru er gammeldags, men indeholder tegnet 戒, der betyder "formaning", og oversættes oftest med "afholde sig fra".

### Fortolkninger
Der findes mange forskellige oversættelser og fortolkninger af dōjō kun. De adskiller sig både i ordvalg og i, hvor meget vægt der lægges på det filosofiske indhold, betydningen og formålet.
Blandt engelsktalende karateudøvere er én version blevet den mest udbredte uden for Japan. Den gengives typisk som:
- Stræb efter at udvikle og fuldende din karakter
- Vær trofast og beskyt sandhedens vej
- Stræb (og udvikl indsatsens ånd)
- Vis respekt for andre og følg etikettens regler
- Afhold dig fra hedbloodig opførsel (undgå forhastet mod)

En kortere oversættelse bruges af ISKF, IKA og JKA:
- Søg perfektion af karakteren
- Vær trofast
- Stræb
- Respekter andre
- Afhold dig fra voldelig adfærd

I nogle klubber bruges en endnu kortere form, som eleverne ofte gentager sidst i træningen:
- Karakter
- Oprigtighed
- Indsats
- Etikette
- Selvkontrol

Dōjō kun bruges også i andre kampsportsstilarter, hvor principperne tilpasses den enkelte stils grundidéer.

### Oprindelse
Shotokan dōjō kun stammer fra Gichin Funakoshis Tyve vejledende principper for Shotokan (nijū kun). Mange betragter den som en kondenseret udgave af Funakoshis 20 principper.

## Yderligere læsning
- Andreas F., Albrecht (2004). Dôjôkun. The Ethics of Karate-dô (tysk). schlatt-books, Lauda-Königshofen. ISBN 3-937745-16-5.
- Nöpel, Fritz (2004). Dôjôkun. Preserving the Noble (tysk). Kristkeitz, Heidelberg / Leimen. ISBN 3-932337-14-X.